# Drosera tentaculata
A Drosera tentaculata é uma espécie de planta carnívora endêmica do Brasil e ocorre em campos rupestres na Serra do Espinhaço, na Bahia e em Minas Gerais.